# Bùi Tuyên (Thủy hử)
Bùi Tuyên, tên hiệu Thiết Diện Khổng Mục  (tiếng Trung: 鐵面孔目), là một nhân vật hư cấu trong tiểu thuyết cổ điển Trung Quốc Thủy hử. Ông là một trong 72 Địa Sát Tinh của 108 anh hùng Lương Sơn Bạc.

## Xuất thân
Bùi Tuyên quê ở phủ Kinh Triệu. Ông làm chức khổng mục ở đó. Do tính tình liêm chính, trung trực, không nhận hối lộ nên có tên hiệu là Thiết Diện Khổng Mục (Khổng mục mặt sắt). Quan trị vì ở phủ tham tàn nên Bùi Tuyên bị đày ra đảo Sa Môn. Khi đi qua Ẩm Mã Xuyên, Bùi Tuyên được Đặng Phi và Mạnh Khang cứu, mời lên núi làm chủ trại. Bùi Tuyên thường sử dụng song kiếm làm vũ khí.

## Gia nhập Lương Sơn Bạc
Một lần Dương Lâm cùng Đới Tung đi qua Ẩm Mã Xuyên, gặp Đặng Phi và Mạnh Khang dẫn lâu la chặn lại đòi tiền mãi lộ. Dương Lâm nhận ra Đặng Phi liền giới thiệu hai bên với nhau. Dương Lâm và Đới Tung được mời lên núi chơi. Sau đó Đới Tung thuyết phục đảng cướp này gia nhập Lương Sơn Bạc. Bùi Tuyên, Đặng Phi và Mạnh Khang, ba hảo hán cầm đầu băng cướp vốn đã nghe danh Tống Giang, bèn cùng lâu la thu xếp lương thảo lên Lương Sơn Bạc. Khi phân định ngôi thứ ở Lương Sơn Bạc, Bùi Tuyên trở thành đầu lĩnh chuyên lo việc thưởng phạt.

## Sau khi chiêu an
Sau khi nhận chiêu an, ông cùng các đầu lĩnh tham gia các chiến dịch đánh dẹp quân Liêu và các lực lượng khác chống đối triều đình nhà Tống. Trong chiến dịch đánh Vương Khánh, Bùi Tuyên cùng Kim Đại Kiên và Tiêu Nhượng bị địch bắt. Dù tướng địch Lương Vĩnh tra khảo nhưng cả ba không chịu đầu hàng. Cuối cùng, dân trong thành nổi dậy, giết chết Lương Vĩnh và giải thoát cho cả ba.
Trong chiến dịch đánh Phương Lạp, Bùi Tuyên là một trong các đầu lĩnh sống sót trở về. Ông cùng Dương Lâm xin trở về vùng Ẩm Mã Xuyên giữ chức quan nhỏ.